# Förstärkt verklighet

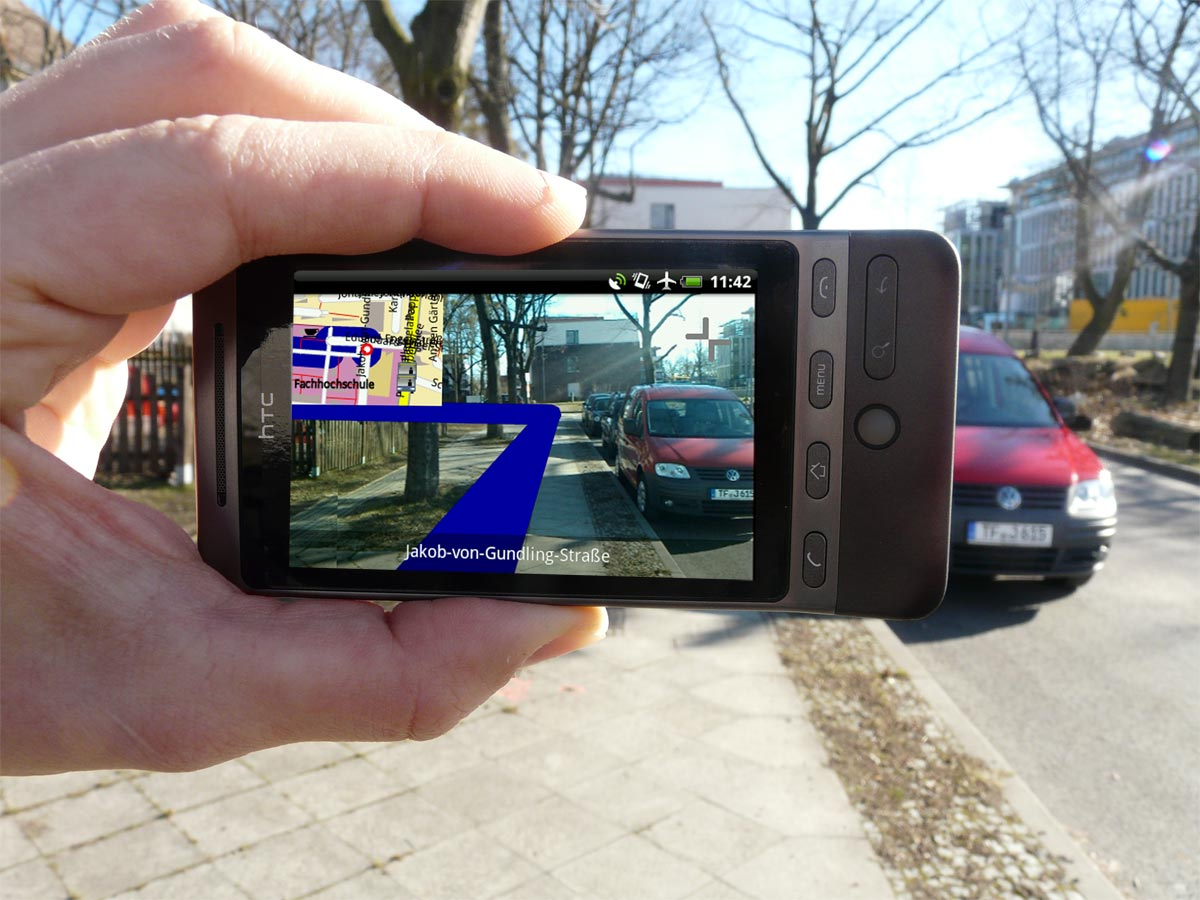
Förstärkt verklighet kan användas till att leda individen till en destination genom att det visas pilar på en telefon som personen följer.

Förstärkt verklighet (engelska: augmented reality, AR) är ett begrepp inom informationsteknik.
Förstärkt verklighet är en direktsänd betraktelse av en fysisk, verklighetstrogen miljö vars element förstärks (eller kompletteras) med datorgenererade sinnesintryck som ljud, video, grafik eller GPS-data. Det är relaterat till ett begrepp som kallas mediated reality (medierad verklighet), där en bild av verkligheten ändras (kanske till och med minskar i stället för förstärks) av en dator. Tekniken fungerar genom att öka uppfattningen om den nuvarande verkligheten (till skillnad från virtuell verklighet som ersätter den verkliga världen med en simulerad).
Förstärkt verklighet sker konventionellt i realtid och i semantiska sammanhang med miljöfaktorer, såsom sportresultat på TV under en match. Med hjälp av avancerad AR-teknik (exempelvis genom att tillsätta datorseende och objektigenkänning) blir informationen om den omgivande verkligheten för användaren både interaktiv och digitalt manipulerbar. Information om miljön och dess objekt överläggs på den verkliga världen. Denna information kan vara virtuell eller verklig; till exempel genom att se annan verkligt – känd eller uppmätt – information såsom elektromagnetiska radiovågor som är överlagrade i exakt position med där de faktiskt befinner sig i rymden.
Man kan uppleva förstärkt verklighet genom olika enheter som smartmobiler, head-mounted display eller kontaktlinser.

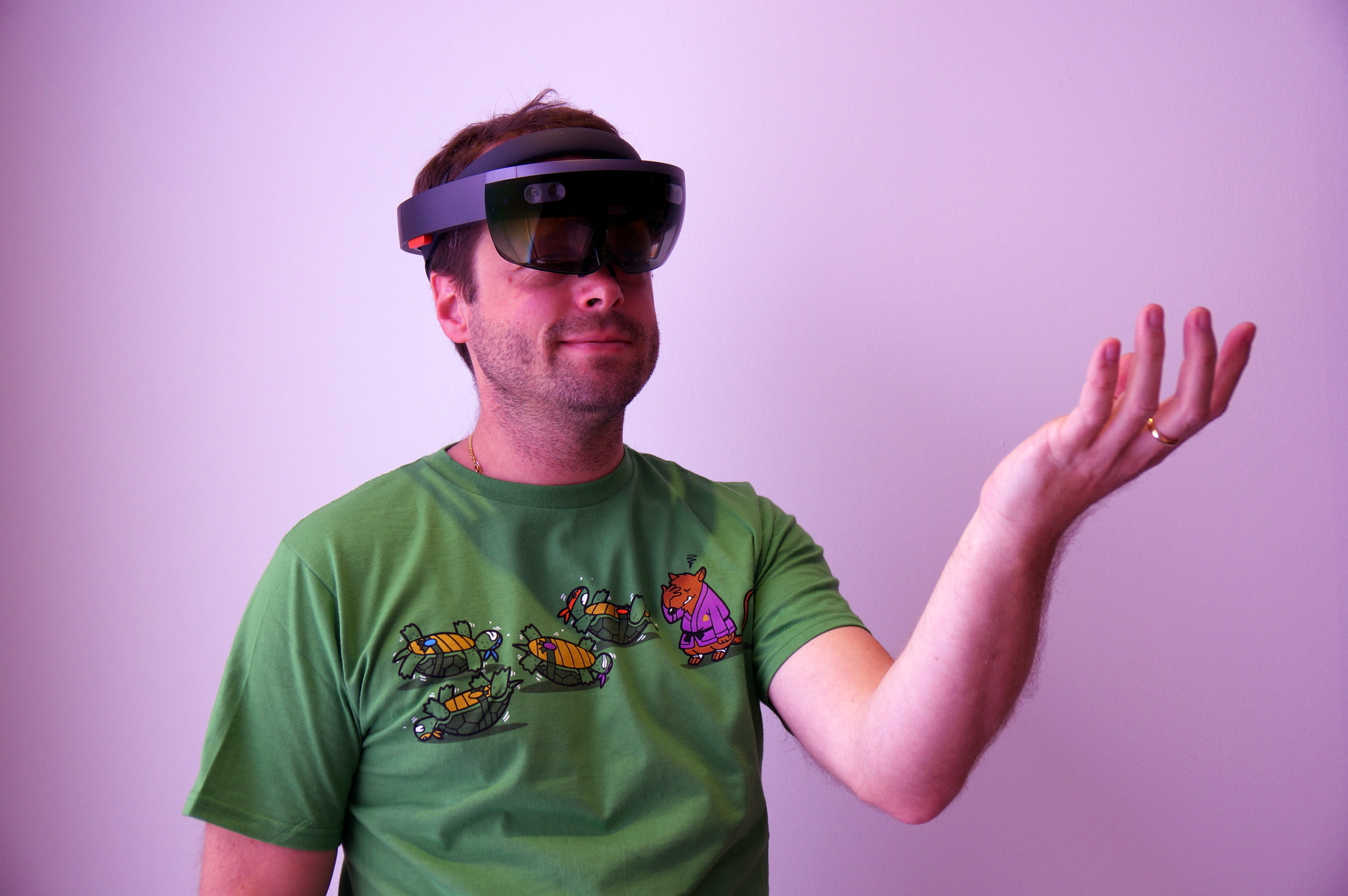
Microsoft HoloLens är ett exempel på en förstärkt verklighet-enhet.

Spel till smartmobiler som använder förstärkt verklighet inkluderar Pokémon Go och Ingress.